# Discovery Records
Discovery Records ist ein US-amerikanisches Rhythm and Blues und Jazz-Plattenlabel, das 1948 von Albert Marx gegründet wurde.
Der Jazzfan, Impresario und Promoter Albert Marx hatte 1945 das kurzlebige Label Guild in New York City gegründet und mit Dizzy Gillespie und Charlie Parker Aufnahmen gemacht („Salt Peanuts“). Nach dem Aus für die Firma Guid übernahm Marx das Klassik-Label Musicraft und führte es mit Künstlern wie Gillespie oder Sarah Vaughan als Jazzlabel weiter. 1946 unterzeichnete Mel Tormé einen Plattenvertrag bei Musicraft; im November 1946 entstanden die Aufnahmen von Torme und seinen Mel-Tones mit dem Artie Shaw Orchestra.
Marx verlegte den Geschäftssitz seines neuen, 1948 in New York gegründeten Labels Discovery Records schon bald nach Hollywood; eine der ersten Produktionen der Firma war Mary Ann McCalls Single „I Hadn't Anyone Till You“/„You're Mine, You“. Marx nahm dann Künstler auf wie Roy Eldridge, Zoot Sims, Don Byas, Gil Fuller, Hampton Hawes, Art Pepper, Eddie Bert und das Red Norvo Trio mit Tal Farlow und Charlie Mingus. Auf Discovery wurde auch die Musik europäischer Jazzmusiker wie Hans Koller/Jutta Hipp, Rolf Ericson, Ove Lind, George Shearing und der Melody Maker All-Stars  veröffentlicht. Marx übernahm später die Back-Kataloge von Musicraft Records und Trend Records und veröffentlichte sie auf seinem Label. Nach dem finanziellen Ende des „ersten“ Discovery-Labels Ende der 1950er Jahre wurden viele der Aufnahmen von Savoy Records übernommen. Eine der letzten Veröffentlichungen war das im Dezember 1958 entstandene Album Gongs East des Chico Hamilton Quintetts mit Eric Dolphy.

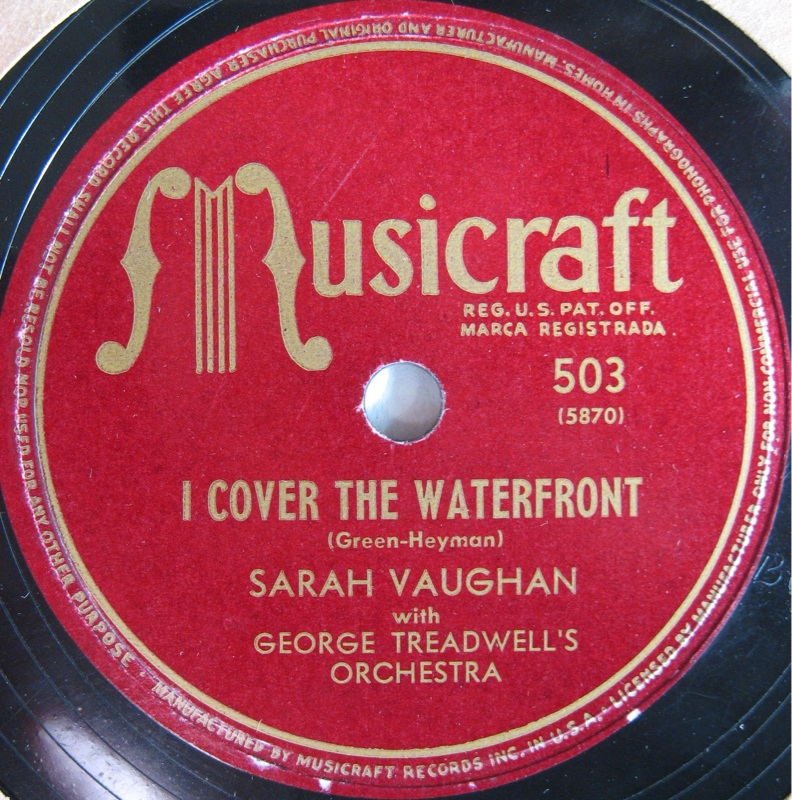
78er Single von Sarah Vaughan auf dem Label Musicraft „I Cover the Waterfront“

Discoverys Produktionen setzten 1950 neben dem Modern Jazz auch auf den beginnenden Erfolg des Rhythm & Blues im südlichen Kalifornien; Marx veröffentlichte dann auf Discovery Künstler wie Barbara Carroll, Damita Jo und Helen Humes. Humes´ Titel „Rock Me To Sleep“ und „Sad Feeling“, den sie mit der Marshall Royal Combo einspielte, erreichte im Juni 1950 #519 in den Charts. Weitere R&B-Künstler von Discovery waren Claude „Mighty Man“ Maxwell mit Eddie Williams und dessen Orchestra („Goodnight Irene“ / „I Feel Like Shouting“). Im November 1950 nahm Dizzy Gillespie Schallplatten mit dem Johnny Richards Orchester für das Label auf. Im Dezember 1950 veröffentlichte Discovery seine erste 45 rpm Single, Helen Humes mit „E-Baba-Le-Ba“ und „One Hour Tonight“, der auf #530 der Charts gelangte. Im April 1951 nahm Helen Humes „Helen's Advice“ / „Airplane Blues“ mit dem jungen Dexter Gordon auf.
Mit seinem wiederbelebten zweiten Discovery-Label veröffentlichte Albert Marx noch einige Alben in den 1980er Jahren, so von Joe Pass, Shelly Manne (Plays Richard Rodgers´ Musical "Rex"), Teddy Wilson, Eugenio Toussaint und Gordon Brisker. Seine Erben verkauften die Label Discovery, Trend und Musicraft 1991 an Jac Holzman, der sie in einem neuen Label weiterführte; 1993 wurde Discovery Records von der Warner Music Group übernommen und 1996 in Sire Records integriert.

## 78er, EPs und Alben (Auswahl)
- 1949 – Mary Ann McCall/Phil Moore – You're My Thrill c/w Sunday (Discovery 509, 45–509)
- 1949 – Gil Fuller – Mean to Me c/w The Scene Changes (Discovery 115, 45–115)
- 1949 – Georgie Auld And His Orchestra (Discovery EP 7)
- 1949 – Mary Ann McCall/Phil Moore – I'm Yours c/w Nice Work (Discovery 512, 45–512)
- 1949 – George Shearing Quintet (Discovery EP 3)
- 1950 – Gerry Wiggins – All The Things You Are c/w Why Was I Born (Discovery 154, 45–154)
- 1950 – Zoot Sims – Night And Day c/w Slinglin' Hash (Discovery 148, 45–148)
- 1950 – Roy Eldridge/Zoot Sims – Roy And Zoot (Discovery DL 2009)
- 1950 – Helen Humes/Marshall Royal – Sad Feeling c/w Rock Me To Sleep (Discovery 519)
- 1950 – Barbara Carroll Trio (Discovery EP 4)
- 1950 – Dizzy Gillespie Plays – Johnny Richards Conducts (Discovery DL 3013)
- 1951 – Rolf Ericson – Swedish Pastry (Discovery DL 2008)
- 1951 – Red Norvo Trio (Discovery EP 18)
- 1951 – Jazz from Sweden[3] (Discovery DL 2002)
- 1952 – Art Pepper Quartet (Discovery EP 19)
- 1952 .  Eddie Bert Quintet (Discovery DL 3020)
- 1952 – Melody Maker All-Stars[4] Panorama Of British Jazz (Discovery DL 2001)
- 1952 – Hans Koller/Jutta Hipp – Hans Is Hip (Discovery DL 2005)
- 1952 – Hampton Hawes Trio (Discovery EP 6)
- 1953 – Art Pepper (Discovery DL 3019)
- 1953 – Eddie Bert (Discovery DL 3024)
- 1954 – Hans Koller (Discovery DL 2011)
- 1954 – Don Byas – With Beryl Booker (Discovery DL 3022)